# Hoa cẩm chướng
Hoa cẩm chướng (danh pháp hai phần: Dianthus caryophyllus, còn có các tên gọi khác là hương thạch trúc, hoa tiễn nhung hoa lạc dương, khang nãi hinh hay sư đầu thạch trúc, xạ hương thạch trúc, đại hoa thạch trúc, hạ lan thạch trúc) là loài thực vật có hoa thuộc họ Cẩm chướng, thường phân bố ở vùng ôn đới Châu Âu, Phúc Kiến, Hồ Bắc và những nơi khác ở Trung Quốc đại lục. Loài này có có nguồn gốc từ khu vực Địa Trung Hải và là một trong những loài hoa được sử dụng phổ biến nhất trên thế giới. Hoa cẩm chướng bao gồm nhiều giống và giống lai, có thể nở hoa gần như liên tục trong nhà kính.
Từ năm 1907, cẩm chướng hồng đã được sử dụng như một biểu tượng của Ngày của Mẹ, vì vậy trở thành loại hoa dành riêng cho các bà mẹ ngày này. Loài hoa này đã được đề cập trong văn học Hy Lạp hơn 2000 năm trước, triết gia cổ đại người Hy Lạp Theophrastos đã tạo ra tên chi "Dianthus", từ này xuất phát từ tiếng Hy Lạp "thần thánh" (dios) và "hoa" (anthos).
Loài này được Carl Linnaeus mô tả khoa học đầu tiên năm 1753. Cẩm chướng quốc hoa của Slovenia. Ngoài ra cẩm chướng đỏ là quốc hoa của Tây Ban Nha và Monaco.
Hoa cẩm chướng là loài xuất khẩu chính của Kenya và là giống hoa xuất khẩu lớn nhất của Colombia ở châu Mỹ. Chúng được trồng ở nhiều nước ở châu Á như Nhật Bản, Hàn Quốc và Malaysia. Tại châu Âu, các quốc gia như Đức, Hungary, Ý, Ba Lan, Tây Ban Nha, Thổ Nhĩ Kỳ, Vương quốc Anh và Hà Lan cũng đang phát triển trên quy mô lớn.

## Mô tả
Hoa cẩm chướng là một loại cây thân thảo lâu năm mọc cao tới 80 cm (31+1⁄2 in). Lá có màu xanh xám nhạt đến xanh lam, thon, dài tới 15 cm (6 in). Những bông hoa mọc đơn lẻ hoặc lên đến năm với nhau trong một cụm; chúng có đường kính khoảng 3–5 cm (1+1⁄4–2 in) và có mùi thơm ngọt ngào; màu hoa tự nhiên ban đầu là màu tím hồng sáng, nhưng các giống màu khác, bao gồm đỏ, trắng, vàng, xanh dương và xanh lá cây, cùng với một số màu trắng với các biến thể sọc màu đã được phát triển. Những bông hoa lưỡng tính có mùi thơm đối xứng xuyên tâm. Bốn đến sáu bông quang đài hoa, lá có hình trứng, viền sắc nhọn có gai nhọn, chỉ dài bằng 1/4 cuống đài hoa.